# Karin Reichert
Karin Reichert z domu Frisch (ur. 17 stycznia 1941 w Stuttgarcie) – niemiecka lekkoatletka, sprinterka i płotkarka, trzykrotna medalistka mistrzostw Europy z 1966. W czasie swojej kariery reprezentowała Republikę Federalną Niemiec.
Przez większość kariery startowała pod panieńskim nazwiskiem. Wystąpiła we wspólnej reprezentacji Niemiec na igrzyskach olimpijskich w 1964 w Tokio w sztafecie 4 × 100 metrów, która w składzie: Frisch, Erika Pollmann, Martha Pensberger i Jutta Heine zajęła w finale 5. miejsce.
Na mistrzostwach Europy w 1966 w Budapeszcie Frisch startowała w reprezentacji RFN. Wywalczyła trzy medale: srebrne w biegu na 100 metrów, biegu na 80 metrów przez płotki i w sztafecie 4 × 100 metrów (która biegła w składzie: Renate Meyer, Hannelore Trabert, Frisch i Jutta Stöck) oraz brązowy w biegu na 100 metrów. W tym samym roku została wybrana najlepszą sportsmenką RFN (razem z inną lekkoatletką Helgą Hoffmann), a w 1967 otrzymała odznaczenie Silbernes Lorbeerblatt.
Odpadła w ćwierćfinale biegu na 100 metrów na igrzyskach olimpijskich w 1968 w Meksyku.
Była mistrzynią RFN w biegach na 100 metrów w 1967 i na 80 metrów przez płotki w 1966, wicemistrzynią w biegu na 200 metrów i na 80 metrów przez płotki w 1967, a także brązową medalistką na 100 metrów w 1966 i na 200 metrów w 1960.
Karin Reichert-Frisch wyrównywała rekordy RFN w biegu na 100 metrów (11,4 s 7 czerwca 1967 w Münster i w sztafecie 4 × 100 metrów (44,5 s 4 września 1966 w Budapeszcie).